# Cryptopus elatus
Cryptopus elatus là một loài thực vật có hoa trong họ Lan. Loài này được (Thouars) Lindl. mô tả khoa học đầu tiên năm 1825.